# 倉石あつ子
倉石 あつ子（くらいし あつこ、1945年 - ）は、日本の民俗学者。跡見学園女子大学文学部教授を経て、同大学名誉教授、元文学部長。女性問題を中心とした民俗学研究を行う。学位は博士（民俗学）。

## 来歴
長野県生まれ。國學院大學文学部卒業、1975年社団法人「長野県史刊行会」勤務、1993年國學院大學日本文化研究所共同研究員、その他各大学非常勤講師を経て、1999年跡見学園女子大学文学部助教授、2004年教授。2015年定年退職。
1997年－2002年日本民俗学会理事、2005年理事再任、その他地域の文化事業関係の役職を歴任。夫は民俗学者・倉石忠彦。

## 著書
- 『柳田国男と女性観 主婦権を中心として』三一書房 1995
- 『子どもと老人の民俗誌』岩田書院 2001
- 『女性民俗誌論』岩田書院 2009
- 『蚕を養う女たち 養蚕習俗と起源説話』岩田書院 2021

編著
- 『人生儀礼事典』小松和彦、宮田登共編 小学館 2000
- 『近代女性の暮らし』岩田書院 2004

## 論文
- 国立情報学研究所収録論文 国立情報学研究所.2010.05.17閲覧。